# Mike Morris
Michael Morris Jr. (Belle Glade, Florida; 22 de abril de 2001) más conocido como Mike Morris, es un jugador profesional estadounidense de fútbol americano, se desempeña en la posición de defensive end en Seattle Seahawks, en la National Football League (NFL).

## Carrera
Hizo su debut profesional con el equipo Seattle Seahawks, lleva jugando una temporada, comenzó en el 2023.